# オッペナウアー酸化
オッペナウアー酸化（オッペナウアーさんか、Oppenauer oxidation）は、2級アルコールをケトンへと酸化する化学反応である。
ルパート・オッペナウアーにちなむ。
本反応はメールワイン・ポンドルフ・バーレー還元の逆反応である。どちらの反応の場合にもアルミニウムイソプロポキシドを触媒として用いるが、本反応ではアセトンを過剰量用いることで平衡を生成物側(右辺)へ偏らせている。
近年では本反応に代わり、PCCのようなクロム酸化剤、さらにはスワーン酸化、TPAP酸化、デス・マーチン酸化など簡便で信頼性の高い酸化法が多数開発されている。